# Budipina
La budipina (nombre comercial Parkinsan) es un agente antiparkinsoniano comercializado para el tratamiento de la enfermedad de Parkinson.
Si bien su mecanismo de acción exacto no está bien caracterizado, se cree que es un antagonista del receptor NMDA, pero también promueve la síntesis de dopamina, aunque no parece elucidar actividad dopaminérgica.
Debido a que proporciona beneficios adicionales en relación con los tratamientos parkinsonianos existentes, es posible que su mecanismo no sea uno que imite con precisión el mecanismo de algún tratamiento conocido ya existente.